# Aglia microtau
Aglia microtau är en fjärilsart som beskrevs av Inoue 1958. Aglia microtau ingår i släktet Aglia och familjen påfågelsspinnare. Inga underarter finns listade i Catalogue of Life.